# Scolanthus nidarosiensis
Scolanthus nidarosiensis is een zeeanemonensoort uit de familie Edwardsiidae. De anemoon komt uit het geslacht Scolanthus. Scolanthus nidarosiensis werd in 1942 voor het eerst wetenschappelijk beschreven door Carlgren. 